# Dadal, Yadgir
Dadal là một làng thuộc tehsil Yadgir, huyện Gulbarga, bang Karnataka, Ấn Độ.